# VDL-НЕФАЗ-52997
VDL-НЕФАЗ-52997 Transit — российский автобус большого класса производства НЕФАЗ, созданный в сотрудничестве с бельгийско-голландской корпорацией «VDL». Выпускался ограниченной серией с 2006 года по 2008 год. Большая часть автобусов была выпущена в 2007 году.

## История создания
В 2006 году НЕФАЗ подписал соглашение о сотрудничестве с бельгийско-голландской корпорацией «VDL», предусматривающее создание на шасси «VDL» ряда городских и междугородних моделей автобусов. Первым результатом данного сотрудничества стала разработка и выпуск городского частично низкопольного автобуса VDL-НЕФАЗ-52997, впервые представленного в сентябре 2006 года на Московском международном автосалоне (ММАС-2006).

## Устройство автобуса

### Двигатель
Автобус оснащён двигателем DAF PR 2286 экологического стандарта Евро-3 и автоматической коробкой передач ZF 6HP592C. Расположение двигателя — заднее.

### Кузов
Кузов автобуса имеет отечественное происхождение. Он является каркасным, собран из нержавеющих труб с боковой обшивкой из нержавеющего листа, пластиковой крышей, передней и задней масками. Двери передние открываются внутрь (с раздельным управлением каждой створкой), средняя — двустворчатая, задняя — одностворчатая (качающегося типа, открываются наружу).

### Салон
Автобус может вместить до 101 человека, количество посадочных мест в салоне — 33. Автобус оснащён двумя аварийно-вентиляционными люками и в сочетании с четырьмя турбовентиляторами обеспечивает приток свежего воздуха в салон автобуса. Отопление салона и места водителя осуществляется жидкостной системой отопления, использующей теплосистемы охлаждения двигателя и жидкостного подогревателя, а также фронтальным отопителем, отопителем обдува передней двери и конвекторами (в салоне и у водителя).

## Эксплуатирующие города
Автобусы данной модели эксплуатируются в городах Башкортостана: Уфе, Нефтекамске, Октябрьском, Стерлитамаке, Мелеузе. Один автобус эксплуатируется в Перми.

## Награды и достижения
В 2007 году автобус VDL-НЕФАЗ-52997 признан лауреатом Программы «100 лучших товаров России».

## Вывод из эксплуатации
По состоянию на март 2025 года сохранилось 16 автобусов из 151. Возраст списанных автобусов составлял 8-10 лет. 